# Calligonum junceum
Calligonum junceum là một loài thực vật có hoa trong họ Rau răm. Loài này được (Fisch. & C.A.Mey.) Litv. mô tả khoa học đầu tiên năm 1922.